# Il gioco del suggeritore
Il gioco del suggeritore è un romanzo di genere thriller di Donato Carrisi edito da Longanesi nel 2018. Si tratta del quarto libro del Ciclo di Mila Vasquez, iniziato nel 2009 con Il suggeritore e proseguito nel 2013 con L'ipotesi del male e nel 2017 con L'uomo del labirinto.

## Trama
Mila Vasquez ha lasciato il lavoro di cercatrice di persone scomparse, dopo essere scappata dal rapimento nel romanzo L’uomo del labirinto, ritirandosi in isolamento sul lago assieme alla figlia Alice. Alla polizia arriva una telefonata di emergenza da parte di una donna spaventata e quando la polizia troverà, giunta sul luogo della chiamata, tracce di una famiglia di campagna sterminata e di cui non si trovano i cadaveri, costringerà la Vasquez a riprendere il lavoro, unica in grado di risolvere l'enigma di un uomo, trovato grazie a una segnalazione anonima, in un casolare, con l'auto e l'arma del massacro, che si consegna pacificamente alla polizia. Ha il corpo interamente coperto di numeri, ma tra tante cifre si legge la parola "mila". Non parla, non protesta, nessuno sa chi sia; per tutti questi motivi Mila accetta di uscire dalla sua oasi di luce per tornare nel buio.
Mila, dopo aver ascoltato le notizie sul caso, ipotizza che la famiglia sia scappata da qualcosa o qualcuno e che il padre conoscesse il suo carnefice: da una foto si vede che al suo polso infatti è tatuato un numero. Mila visita l'omicida, ormai chiamato "enigma": unica parola che pronuncia è "Lisca". Riescono a decifrare i suoi strani gesti: sono numeri di coordinate geografiche che portano solo a un graffito su un grande muro "lisca". Mila ha un'intuizione: cercare nel database degli scomparsi mettendo le parole chiave del caso. Come ex poliziotta non potrebbe, ma trova comunque un riscontro: Larry Jackson, un ragazzo scomparso sette anni prima, che disegnava graffiti. Cerca tra gli oggetti lasciati per l'indagine e trova un vecchio PC e un visore virtuale collegato a uno strano videogioco. Mettendo le coordinate viene catapultata nella casa di città della famiglia uccisa e rivive gli attimi della carneficina, senza avere il controllo del gioco. Scopre così che è stato il marito, pure lui giocatore, a aver ucciso la famiglia. Mila si disconnette e manda la polizia alla casa di città, dove trovano i corpi di tutti, compreso il marito che si è tagliato le vene. Sotto tutto, secondo Mila, c'è di nuovo un suggeritore. Torna a casa con la figlia Alice, ma alcuni dettagli qua e là, la preoccupano. La bimba infatti viene portata via e lei si sveglia senza ricordare nulla. Da un uomo che le telefona e che la invita a seguirlo, apprende che è tutto un grande gioco virtuale, in cui molti partecipano e che include anche lei. Un gioco creato dall'uomo tatuato che offre una vita parallela a chi ne ha bisogno. Il premio, però, stavolta è Alice e Mila è obbligata a entrare a sua volta in questa realtà virtuale. Ogni volta che risolve un mistero, riceve o trova nuove coordinate come fosse una caccia al tesoro. Questo le viene spiegato dall'uomo che si fa chiamare Pascal, ma che indossa un passamontagna rosso per non farsi riconoscere. Mila si trova, con Berish, a investigare sul caso di una studentessa bionda con gli occhiali sparita anni prima. Seguendo gli indizi, si imbatte nel cadavere di un prete pedofilo e finisce nella casa del presunto killer della ragazza. Nello scantinato trovano incatenato Timmy, il giovane Lisca e nel salotto un vecchio PC pronto per un nuovo viaggio nel gioco virtuale. Mila viene salvata da Pascal mentre Timmy cercava di strozzarla: lui aveva preso e ucciso la ragazza, anche lui era dentro il gioco come il presunto killer che sapeva ogni dettaglio per questo motivo. Pascal le spiega che lui è un sorvegliante del gioco, nato come esperimento sociale, e dovrebbe impedire che le atrocità virtuali diventino reali. Purtroppo nella realtà virtuale qualcosa sta cambiando, sembra tutto stia crollando a causa di un virus: se così fosse, il gioco finirebbe e Mila non potrebbe più trovare Alice. Insieme allora cercano di risolvere il caso di una donna sparita tre mesi prima. Laura, la figlia della presunta scomparsa è anch'essa parte del gioco e non esiste nessuna madre scomparsa. Mila corre nel bar in cui lavora Laura e innesca un incendio dal quale si sottrae senza aver recuperato la busta delle nuove coordinate. Quella busta tuttavia le ricorda le lettere che arrivano dalla clinica dove si trova in coma il padre di Alice. Mila va alla clinica e nello scantinato trova PC e visore. Non sapendo quale coordinate usare, mette le indicazioni per il Limbo. Vede un bambino, già apparso altre volte, sembra essere lui il virus responsabile della fine del gioco. La lascia con una frase che Mila scopre essere il motto di un istituto di ricerca nelle neuroscienze. Va alla sede e parla col responsabile. Scopre che Raul Morgan, l'uomo da lei conosciuto come Pascal, anni prima stava lavorando a un progetto: insegnare il bene e il male alle intelligenze artificiali. Questo istituto gestì, per un periodo, anche il gioco, ma Raul ne finì risucchiato come tutti perdendo il senso della realtà e arrivando a uccidere Joshua, il proprio bimbo. Per questo Raul aveva creato una copia virtuale di Joshua dentro il gioco con lo scopo di distruggerlo. Mila cerca Mary, la moglie di Raul. Parlando con lei scopre dell'ossessione del marito per un uomo tatuato di numeri, conosciuto nel gioco. A causa sua aveva bruciato anche la loro casa. Proprio nella casa bruciata Mila trova Pascal con Alice, in salute. Molte domande restano sospese: Pascal era il suggeritore? Enigma chi è? Perché prendere Alice? Alice ha riportato qualche trauma dal sequestro? Mila è cambiata, sa provare emozioni, piangere per la figlia, questa era la lezione che doveva imparare, che il suggeritore attraverso il gioco voleva regalarle.

## Edizioni
- Donato Carrisi, Il gioco del suggeritore, collana La Gaja scienza, Longanesi, 2018, ISBN 978-88-304-4828-5.